# Pseudodiphasium
Genre
Pseudodiphasium est un genre monotypique, ce qui signifie qu'il ne contient qu'une seule espèce, Pseudodiphasium volubile. Classé dans la sous-famille des Lycopodioidées, ce dernier a été mentionné dans des révisions taxonomiques, comme dans le travail de Field et al. (PPG I, 2016). Originaire de Malaisie péninsulaire, son aire de répartition s’étend jusqu’au Queensland en Australie et a été introduit en Équateur.
La validation du nom de genre Pseudodiphasium a été effectuée par Josef Holub en 1983 dans un article intitulé Validation of generic names in Lycopodiaceae: with a description of a new genus Pseudolycopodiella, publié dans la revue Folia Geobotanica et Phytotaxonomica. Dans cette publication, Holub valide plusieurs noms de genres au sein des Lycopodiacées, dont Pseudodiphasium, en désignant Lycopodium volubile G.Forst., 1786 comme espèce type.